# كاثرين هيلموند
كاثرين هيلموند (بالإنجليزية: Katherine Helmond)‏ (5 يوليو 1929 - 23 فبراير 2019)؛ ممثلة ومخرجة أمريكية. لها أكثر من خمسة عقود من التمثيل التلفزيوني. بدأت هيلموند العمل في مدينة نيويورك في عام 1955.

## وفاتها
توفيت كاثرين هيلموند في 23 فبراير 2019، إثر مضاعفات مرض الزهايمر في منزلها في لوس انجليس. وأعلن عن وفاتها بعد أسبوع من رحيلها.

## روابط خارجية
- كاثرين هيلموند على موقع IMDb (الإنجليزية)
- كاثرين هيلموند على موقع روتن توميتوز (الإنجليزية)
- كاثرين هيلموند على موقع ألو سيني (الفرنسية)
- كاثرين هيلموند على موقع ميوزك برينز (الإنجليزية)
- كاثرين هيلموند على موقع أول موفي (الإنجليزية)
- كاثرين هيلموند على موقع قاعدة بيانات برودواي على الإنترنت (الإنجليزية)
- كاثرين هيلموند على موقع قاعدة بيانات الأفلام السويدية (السويدية)
- كاثرين هيلموند على موقع إن إن دي بي (الإنجليزية)
- كاثرين هيلموند على موقع ديسكوغز (الإنجليزية)
- كاثرين هيلموند على موقع قاعدة بيانات الفيلم (الإنجليزية)